# Carrió (Carreño)
Carrió es una parroquia asturiana del concejo de Carreño, en el norte de España. De acuerdo con el INE en 2021 tiene una población de 121 habitantes repartidos en una superficie de 2,31 kilómetros cuadrados. Limita al norte con el mar cantábrico, al sur con la parroquia de Pervera, al este con el concejo de Gijón, concretamente con la antigua parroquia de Jove, hoy absorbida por el crecimiento de la ciudad y al oeste limita con la parroquia de Albandi.

## Entidades de población
Cuenta con los siguientes lugares dentro de su territorio:
- Aboño
- Alto Aboño (L'Alto Aboño)
- Bandín (El Bandín)
- Campo San Juan (El Cantu San Xuan)
- Las Cruzadas (Les Cruciades)
- Cuesta Carrió (La Cuesta Carrió)
- Llamera
- Otero
- Palacio (El Palacio)
- Peruyera (La Peruyera)
- Reguero (El Regueru)
- La Sabarriona

## Lugares de interés
En esta parroquia se encuentra la iglesia de San Lorenzo de Carrió, patrón de la propia parroquia, la iglesia original databa del siglo X, pero durante la Guerra Civil, fue totalmente destruida, siendo reconstruida en 1939.
También está situado en esta parroquia, el Palacio Bernaldo de Quirós que fue construido en 1880 sobre un edificio de la Edad Media. Es de estilo ecléctico y destaca por la riqueza botánica de sus jardines, cuenta con edificios auxiliares, como el corralón, casas de los caseros, cuadras y la capilla de Los Dolores.

## Transporte
La parroquia se encuentra comunicada con Candás y Gijón a través de la carretera regional AS-118 y local de 1.º orden AS-388, y con Avilés con la carretera regional AS-19, cruzando la parroquia además la carretera local de 2.º orden CE-4. Cuenta también con servicio regular de autobús y con un apeadero de la línea de cercanías C-4 que une Gijón con Cudillero, situado en Aboño.